# Crinipellis
Crinipellis là một chi nấm trong họ Marasmiaceae. Chi này phân bố rộng rãi và có about 65 species. Nó được miêu tả đầu tiên bởi Narcisse Théophile Patouillard năm 1889.